# Javorje (żupania primorsko-gorska)
Javorje – wieś w Chorwacji, w żupanii primorsko-gorskiej, w mieście Novi Vinodolski. W 2011 roku liczyła 2 mieszkańców.